# 拉伊拉·奥廷加
拉伊拉·阿莫洛·奥廷加（英語：Raila Amolo Odinga，1945年1月7日—）是肯尼亞的政治人物。

## 生平
他從1992年開始以來他擔任國會議員、從2001年至2002年擔任能源部長。他是2007年肯亞總統選舉中主要反對黨橙色民主運動總統候選人，並懷疑選舉結果有舞弊爭議，引發骚乱。其後任肯亞總理一職，組建聯合政府，并于五年任期結束後，2013年再次参选总统，但是以些微差距敗給了烏胡魯·肯雅塔。

## 軼事
拉伊拉·奥廷加曾經自稱和前美國總統巴拉克·歐巴馬是親戚，因為都是盧歐人出身。